# Будище (Вілейський район)
Будище (біл. вёска Будзішчы) — село в складі Вілейського району Мінської області, Білорусь. Село підпорядковане Іллінській сільській раді, розташоване в північній частині області.